# El estafador y sus disfraces
El estafador y sus disfraces o El embaucador (título original: The Confidence-Man : His Masquerade) es una novela satírica del escritor estadounidense Herman Melville, último en prosa de ficción que publicó. El libro fue publicado en 1857 y resultó un fracaso de crítica y de ventas. 
La acción transcurre en un barco de vapor en el que viajan un heterodoxo grupo de individuos. Un estafador, recurriendo a su astucia, busca ganar la confianza de cada uno de ellos, justamente, en el día de los inocentes.

## Sinopsis
Un barco a vapor navega por el Mississippi el 1 de abril, día de los inocentes en el mundo anglosajón. Sus pasajeros son de todo tipo: desde un filántropo a un delincuente; desde un agente de bolsa a un veterano de guerra. Una enorme cantidad de personajes, cada uno con características distintas. Entre ellos, hay un estafador que busca aprovechar la ocasión y se propone ganar la confianza de los pasajeros y sacarles dinero.
Para lograr lo que busca, el estafador usará un disfraz diferente y apropiado a la forma de ser de cada uno de los pasajeros. Así, puede que sea un mendigo sin piernas o un exitoso hombre de negocios. Sin embargo, parecería que su interés no está solamente en conseguir dinero sino en el placer de engañar.